# Управління інформацією про продукт
Управління інформацією про продукт (від англ. product information management, скор. PIM) — управління інформацією, що необхідна для маркетингу та продажу продуктів через канали дистрибуції. При використанні цього терміна, в більшості випадків мається на увазі система управління — програма чи застосунок.
В електронній комерції це поняття почало набирати обертів приблизно в 2003 році, разом з тим, як інтернет-магазини ставали все популярнішими.
Головний набір даних про продукт може використовуватися для подачі інформації в ЗМІ, наприклад, на вебсайти, друковані каталоги, ERP-систем і т. ін.
PIM-системам, як правило, потрібна підтримка декількох географічних точках, багатомовний даними, а також ремонт і модифікація інформаційних продуктів у централізованому каталозі. Інформація може бути розкидана по всіх департаментах і належати співробітникам або системам, а не бути доступною централізовано; дані можуть зберігатися у різних форматах, або бути доступними лише у формі друкованої копії. Інформація може знадобитися для детального опису товарів із цінами або розрахунку вартості перевезень. PIM являє собою рішення для централізованого, незалежного від середовища зберігання даних, а також ефективного збору, керування, виправлення та виведення даних.

## Синоніми та споріднені терміни
Можна знайти ряд інших термінів, які схожі або є синонімами в значенні, зазвичай з'являється з інших областей. До них належать:
- Управління даними про продукт(англ. Product data management, PDM) є похідним від поняття управління інженерними даними (EMD), що позначає систем для ефективного управління розробки продуктів даних та координації виробничих процесів. Термін використовується в основному в області систем автоматизованого проектування.
- Управління товарними ресурсами (англ. Product resource managemen, PRM) використовуються деякими постачальниками програмного забезпечення як синонім ПІМ (управління інформацією про продукт), а також управління вмістом продукту (PCM), в основному популярний як термін в Англії і у Франції.
- Управління життєвим циклом продукту (PLM-системи) відноситься більше до стратегії управління, ніж до конкретної ІТ-технологій, мета якої полягає у оптимізації життєвого циклу товарів за допомогою збору та аналізу товарних даних, отриманих з плином часу.
- Управління медіа-активами (англ. Media asset management, MAM) відноситься до управління неструктурованим мультимедійних об'єктів, таких як зображення, графіки і презентацій, а також 'мета-дані' (дані про дані). Термін використовується в основному в медіа-бізнесі.
- Крос-медіа видавнича діяльність (БМР) виходить з друку і рекламної індустрії, посилаючись на узгоджене використання декількох медіа, доповнюючи один одного. Це також означає повторне використання окремих структурних елементів, таких як текст, зображення або графіки в різних ЗМІ.

## Зв'язок з ECM-системами
Управління корпоративним контентом (англ. Enterprise content management)- це загальний термін, що охоплює технології, методи та інструменти для збирання, зберігання, архівування, візуалізації та створення електронного контенту. Відмінність є між чотирма окремими підрозділами.
Системи управління документами (англ. Document Management Systems) залучаються для архівації, а управління даними про продукти (PDM) включає в себе управління структурованими, технічними даними для діаграм та списків. Системи управління контентом (CMS) є більш комерційно орієнтованими та створюють основу для управління знаннями або надання інформаційних послуг через управління неструктурованим вмістом. Системи управління інформацією про продукти (PIM) використовуються для керування структурованими даними в бізнес-контексті для подачі в будь-який канал збуту, від електронних каталогів і онлайн-магазинів до друкованих каталогів .

## Провідні розробники PIM
RnR Market, інша незалежна компанія з дослідження технології, в своєму звіті 2016 року «Product Information Management Market» визначила основних розробників: Adam Systems, Multichannel Agility, IBM, Informatica, InRiver, Oracle, Pimcore, Riversand, SAP AG, Stibo Systems.